# Talpa talyschensis
{{#ifeq:0|0|{{#if:Talpa talyschensis|{{#if:|[[]}}|[[]]}}}}
Talpa talyschensis — вид ссавців родини кротових (Talpidae). Це невеликий представник родини, який зовні нагадує левантського крота (T. levantis), але генетично ближче до крота Давида (T. davidiana). Поширений на південно-західному узбережжі Каспійського моря, від півдня Азербайджану до більшої частини півночі Ірану. Середовище проживання включає помірні дощові ліси та чагарникові зони. Про історію життя талишського крота відомостей мало. Він був описаний у 1945 році, але довгий час вважався підвидом інших євразійських кротів і був визнаний окремим видом лише в середині 2010-х років. Жодних досліджень для кількісної оцінки статусу виду не проводилось. Типовий регіон — Талишські гори.

## Опис
Талишський кріт — дрібний представник свого роду. Довжина голови та тулуба становить від 10,4 до 11,4 см, довжина хвоста від 2,0 до 2,5 см, а вага від 31 до 49 г. Статевий диморфізм виражений незначно. За розмірами тіла талишський кріт порівнянний з левантським кротом. Як і всі євразійські кроти, він характеризується циліндричним і міцним тілом, короткою шиєю, а передні лапи нагадують могилу. Хутро має колір від темно-сірого до чорнуватого. Очі залишаються прихованими під шкірою. Довжина задньої стопи 1,6-1,7 см. 2n = 34.